# Francisco Pavón

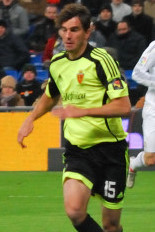
Francisco Pavón, 2009

Francisco Pavón, född 9 januari 1980 i Madrid, är en spansk fotbollsspelare som senast spelade för Arles-Avignon.

## Fotbollskarriären
Pavón började spela fotboll i Real Madrids ungdomsakademi 1998 och tillhörde klubben till 2007 då han inför säsongen 2007/2008 flyttade till Real Zaragoza.

## Fotnoter
1. ↑  transfermarkt.com, transfermarkt.com spelar-ID: 7517, läst: 9 oktober 2017.[källa från Wikidata]
2. ↑  Base de Datos del Futbol Argentino, BDFA spelar-ID: 56641.[källa från Wikidata]